# حداکثر باقیمانده مجاز
حداکثر باقیمانده مجاز (به انگلیسی: Maximum residue limit (MRL))، حداکثر مقدار باقیمانده آفت‌کشی است که انتظار می‌رود هنگام استفاده از یک آفت‌کش بر اساس دستورالعمل‌های برچسب، روی محصولات غذایی باقی بماند، که برای سلامت انسان نگران‌کننده نخواهد بود.